# Complejo de Ghon
En medicina, el complejo de Ghon, a veces llamado complejo de Accinelli es una lesión pulmonar causada en la tuberculosis que consiste en un foco de calcificación conjuntamente con una infección de ganglios linfáticos. Estas lesiones son especialmente comunes en niños y pueden retener bacterias viables, de modo que son fuentes de transmisión de la enfermedad y pueden además estar asociados a la reactivación clásica de la tuberculosis después de varios años de inactividad. Los epónimos se deben a los científicos Anton Ghon y Karl Ernst Ranke.

## Morfología
El complejo de Ghon es una combinación de dos fenómenos, el chancro o foco de Ghon que es un área granulomatosa de infección en las etapas iniciales de la enfermedad y de lesiones linfáticas (linfangitis). Aproximadamente unas 3-6 semanas después de la aparición de un foco de Ghon, el área en cuestión pasa por una necrosis caseosa. Los bacilos del Mycobacterium tuberculosis se multiplican, drenan de los macrófagos o del foco de Ghon y diseminan hacia los ganglios linfáticos más próximos al lado del pulmón afectado, en particular los ganglios paratraqueales, perihiliares y subcarinales ipsilaterales. Esto, en combinación con el foco de infección inicial constituyen el complejo de Ghon. Por lo general, en un 95% de los casos, estas áreas sanan: se desarrolla la inmunidad celular y forman fibrosis progresiva, seguida a menudo por calcificaciones visibles en la radiografía de tórax(Complejo de Ranke)y, a pesar de extenderse a otros órganos no desarrolla lesiones.